# Champdor-Corcelles
Champdor-Corcelles est, depuis le 1er janvier 2016, une commune nouvelle située dans le département de l'Ain, en région Auvergne-Rhône-Alpes,.

## Géographie

### Climat
Pour des articles plus généraux, voir Climat d'Auvergne-Rhône-Alpes et Climat de l'Ain.
En 2010, le climat de la commune est de type climat de montagne, selon une étude du CNRS s'appuyant sur une série de données couvrant la période 1971-2000. En 2020, Météo-France publie une typologie des climats de la France métropolitaine dans laquelle la commune est exposée à un climat de montagne ou de marges de montagne et est dans la région climatique Jura, caractérisée par une forte pluviométrie en toutes saisons (1 000 à 1 500 mm/an), des hivers rigoureux et un ensoleillement médiocre.
Pour la période 1971-2000, la température annuelle moyenne est de 7,9 °C, avec une amplitude thermique annuelle de 16,4 °C. Le cumul annuel moyen de précipitations est de 1 627 mm, avec 11 jours de précipitations en janvier et 8,7 jours en juillet. Pour la période 1991-2020, la température moyenne annuelle observée sur la station météorologique de Météo-France la plus proche, « Vieu », sur la commune de Vieu-d'Izenave à 9 km à vol d'oiseau, est de 9,4 °C et le cumul annuel moyen de précipitations est de 1 610,3 mm,. Pour l'avenir, les paramètres climatiques de la commune estimés pour 2050 selon différents scénarios d'émission de gaz à effet de serre sont consultables sur un site dédié publié par Météo-France en novembre 2022.

## Urbanisme

### Typologie
Au 1er janvier 2024, Champdor-Corcelles est catégorisée commune rurale à habitat dispersé, selon la nouvelle grille communale de densité à 7 niveaux définie par l'Insee en 2022.
Elle est située hors unité urbaine. Par ailleurs la commune fait partie de l'aire d'attraction de Plateau d'Hauteville, dont elle est une commune de la couronne,. Cette aire, qui regroupe 6 communes, est catégorisée dans les aires de moins de 50 000 habitants,.

## Histoire

Territoire communal.

Créée par un arrêté préfectoral du 27 novembre 2015, elle est issue du regroupement des deux communes de Champdor et Corcelles, devenues des communes déléguées. Son chef-lieu est fixé au chef-lieu de l'ancienne commune de Champdor.
Par arrêté préfectoral du 19 novembre 2018, Champdor-Corcelles tout comme l'ensemble des communes de l'intercommunalité du plateau d'Hauteville sont intégrés à Haut-Bugey Agglomération.

## Politique et administration

### Découpage territorial
La commune de Champdor-Corcelles est membre de l'intercommunalité Haut-Bugey Agglomération, un établissement public de coopération intercommunale (EPCI) à fiscalité propre créé le 1er janvier 2014 dont le siège est à Oyonnax. Ce dernier est par ailleurs membre d'autres groupements intercommunaux.
Sur le plan administratif, elle est rattachée à l'arrondissement de Belley, au département de l'Ain et à la région Auvergne-Rhône-Alpes. Sur le plan électoral, elle dépend du  canton de Plateau d'Hauteville pour l'élection des conseillers départementaux, depuis le redécoupage cantonal de 2014 entré en vigueur en 2015, et de la cinquième circonscription de l'Ain pour les élections législatives, depuis le dernier découpage électoral de 2010.

### Administration municipale
| Période         | Période  | Identité           | Étiquette | Qualité |
| --------------- | -------- | ------------------ | --------- | ------- |
| 14 janvier 2016 | En cours | Stéphane Martinand |           |         |

| Nom              | Code Insee | Intercommunalité           | Superficie (km2) | Population (dernière pop. légale) | Densité (hab./km2) |
| ---------------- | ---------- | -------------------------- | ---------------- | --------------------------------- | ------------------ |
| Champdor (siège) | 01080      | CC du Plateau d'Hauteville | 17,37            | 441 (2018)                        | 25                 |
| Corcelles        | 01119      | CC du Plateau d'Hauteville | 14,16            | 202 (2018)                        | 14                 |

### Démographie
L'évolution du nombre d'habitants est connue à travers les recensements de la population effectués dans la commune depuis sa création.
En 2022, la commune comptait 655 habitants, en évolution de −0,3 % par rapport à 2016 (Ain : +5,15 %, France hors Mayotte : +2,11 %).
| 2014 | 2015 | 2016 | 2017 | 2022 |
| ---- | ---- | ---- | ---- | ---- |
| 669  | 663  | 657  | 651  | 655  |

## Culture locale et patrimoine

### Lieux et monuments
- Le Château de Champdor construit au XVIIIe siècle,  pour Guy, puis pour Thomas de Montillet.
- Église gothique Saint-Martin.
- Église Saint-Victor-et-Saint-Ours de Champdor.
- Chapelle Notre-Dame de Ferrières.

### Personnalités liées à la commune
- Jean-François de Montillet de Grenaud (13 mars 1702 - 7 février 1776) , né au  château de Champdor, (héritier du château de Rougemont (Ain), à l'âge de huit ans), curé de Saint-Trivier-sur-Moignans, évêque d'Oloron, archevêque d'Auch.
- Jean-Claude Nallet, né à Champdor en 1947, athlète, grand spécialiste du 400 m plat, puis du 400 m haies, plusieurs fois recordman de France.
- Jacques Pommatau, secrétaire général de la Fédération de l'Éducation nationale de 1981 à 1987, a effectué une partie de sa scolarité à Champdor.

### Héraldique
| Blason de Champdor-Corcelles | Blason  | Deux écus accolés : 1. De sinople au chevron ondé d'argent, surmonté d'un croissant du même, accompagné de trois gerbes de blé d'or liées de gueules (commune de Champdor). 2. D'or au chevron de sable accompagné de trois flanchis de gueules ; au chef bastillé de deux pièces d'azur (commune de Corcelles). |
| Blason de Champdor-Corcelles | Détails | Association des blasons des anciennes communes de Champdor et de Corcelles. Le statut officiel du blason reste à déterminer. |